# Lê Phục Thiện
Lê Phục Thiện tên khai sinh là Lê Quốc Túy. Sinh năm 1911 tại Thanh Hóa. Ông sinh ra trong một gia đình sỹ phu yêu nước theo Không học, cha là Lê Xuân Mai, làm Huấn Đạo, nhưng sau vì đuổi đánh một kỹ sư người Pháp (quan ba) nên bị buộc thôi việc, viên quan ba người Pháp thì bị trục xuất về Pháp. Lê Quốc Túy đã tham gia Tân Việt Cách mệnh Đảng. Lê Quốc Túy là một trong những người tích cực hoạt động và cổ súy cho cuộc đảo chính Pháp tháng 3 năm 1945 của quân đội Nhật. Nhưng sau, chứng kiến sự phản bội của viên toàn quyền người Nhật (Nguyên là Đại sứ Nhật Bản tại Đông Dương), ông từ chối làm việc cho chính phủ Trần Trọng Kim, về quê mở trường cấp 1-2 ở xã.
Năm 1954, ông đổi tên thành Lê Phục Thiện và di cư vào Nam với một nhiệm vụ bí mật là thúc đẩy Tổng tuyển cử theo Hiệp định Genève 1954 nhưng không thành công. Ông từ bỏ mọi hoạt động chính trị, không tham gia vào các đảng phái chính trị ở miền Nam mà chỉ tập trung vào các hoạt động văn hóa. Ông đã dịch và biên dịch nhiều sách Hán văn ra tiếng Việt như Luận Ngữ, Minh Tâm Bảo Giám diễn ca...

## Tác phẩm

### Sách dịch
- Minh tâm bảo giám, Hội Khổng học Việt Nam, Sài Gòn, 1957.
- Luận ngữ (3 tập), Sài Gòn, 1962-1967
- Minh Mạng chính yếu, Phủ Quốc vụ khanh đặc trách Văn hóa xuất bản, Sài Gòn, tập III, 1974.
- Đại Nam nhất thống chí: tỉnh Hưng Hóa. Tập thượng và hạ, Phủ Quốc vụ khanh đặc trách Văn hóa xuất bản, Sài Gòn, 1969.
- Hải Dương phong vật chí. Quyển hạ. Nha Văn hóa, Bộ Văn hóa Giáo dục và Thanh niên, Sài Gòn, 1968.
- Hải Dương phong vật chí. Quyển thượng. Nha Văn hóa, Bộ Văn hóa Giáo dục và Thanh niên, Sài Gòn, 1968.